# Vincenc Ševčík
Vincenc Ševčík (21. února 1862 Kanice – 16. října 1921 Praha-Podolí), byl český a československý římskokatolický kněz, politik, organizátor katolického rolnictva na moravském venkově; meziválečný poslanec Revolučního národního shromáždění a senátor Národního shromáždění ČSR za Československou stranu lidovou.

## Biografie

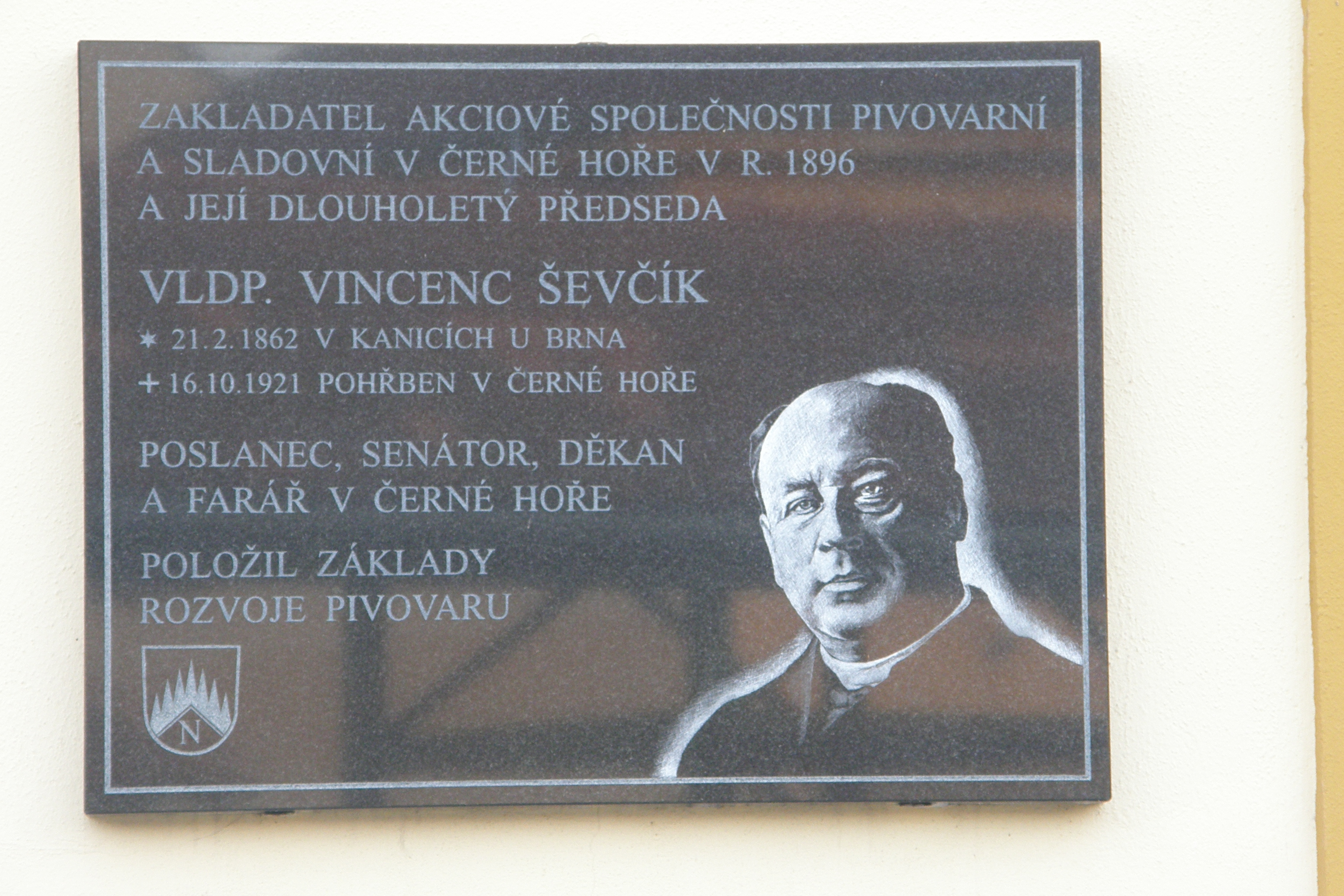
Pamětní deska v Černé Hoře, okres Blansko, připomínající Vincence Ševčíka, který roku 1896 v Černé Hoře založil Akciovou společnost pivovarní a sladovní

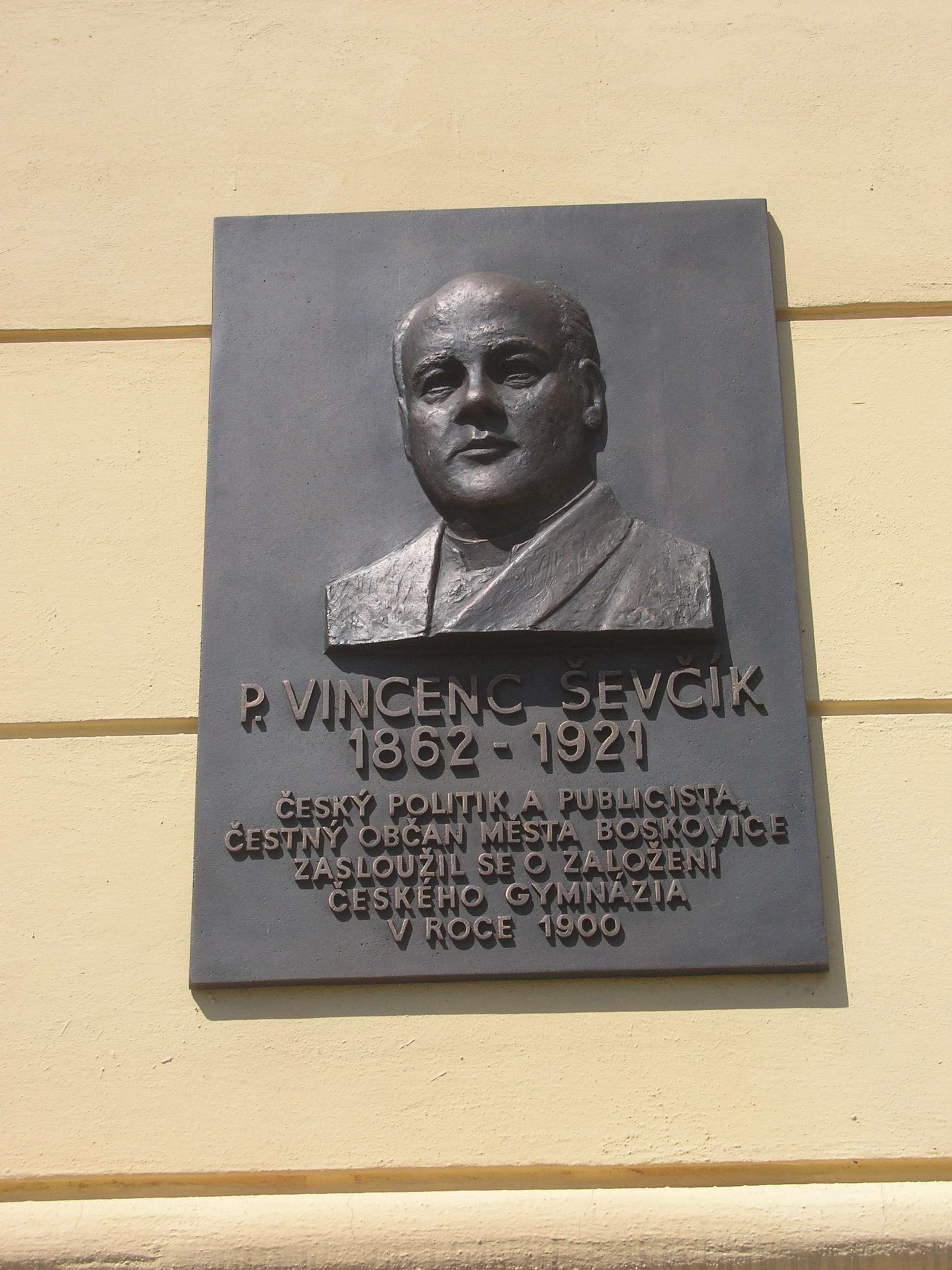
Pamětní deska na gymnáziu v Boskovicích

Absolvoval české státní gymnázium v Brně a brněnský bohoslovecký ústav. Ve věku 23 let byl vysvěcen na kněze. Zajímal se o sociologii a teologii, ovládal několik jazyků a překládal beletrii ze slovinštiny a polštiny, kterou pak publikoval v listech Hlas a Moravská orlice. Jeho filologické příspěvky a literárně-kritické stati jsou uloženy v brněnském bohosloveckém Muzeu a v Hlídce literární.
Od roku 1885 působil jako kaplan v Boskovicích, od roku 1889 pak byl farářem v obci Vísky a od roku 1902 v Černé Hoře. Zde pak setrval až do konce svého života. Už koncem 19. patřil mezi aktivisty křesťanskosociálního hnutí na Moravě, ze kterého se roku 1899 utvořila Moravsko-slezská křesťansko-sociální strana na Moravě. V rámci této strany tvořil frakci katolického selského hnutí okolo Josefa Šamalíka, které kombinovalo prvky politického katolicismu a obhajoby stavovských zájmů venkova. S Šamalíkem roku 1901 spoluzakládal Katolický spolek českého rolnictva na Moravě, ve Slezsku a Dolních Rakousích, roku 1906 založil rovněž Všeodborové sdružení křesťanského katolického dělnictva, v němž působil jako jednatel. Inicioval zakládání rolnických záložen, sám předsedal takové záložně v Černé Hoře. Podílel se také na založení akciového pivovaru v Černé Hoře roku 1896 (pivovar Černá Hora se dodnes k tomuto politikovi hlásí a pojmenoval po něm jedno ze svých piv - Páter). Ve volbách roku 1896 byl poprvé zvolen na Moravský zemský sněm. Znovu byl zvolen roku 1902 a 1906 a opětovně se na moravský sněm dostal po volbách roku 1913 jako jeden z 19 českojazyčných katolických poslanců z Moravy.
V zemských volbách roku 1896 byl zvolen na Moravský zemský sněm za kurii venkovských obcí, obvod Boskovice, Blansko, Kunštát. Mandát v tomto obvodu obhájil i v zemských volbách v roce 1902, zemských volbách roku 1906 a zemských volbách roku 1913.
 V roce 1898 přistoupili klerikálové Ševčík a dále František Weber, Josef Sýkora a František Důbrava na zemském sněmu do poslaneckého klubu českých poslanců.
Od roku 1918 zasedal v československém Revolučním národním shromáždění za lidovce. Byl profesí děkanem.
V parlamentních volbách v roce 1920 získal senátorské křeslo v Národním shromáždění. Po jeho smrti roku 1921 jeho místo zaujal jako náhradník Alois Horák.
Zemřel náhle po těžké operaci v říjnu 1921 v sanatoriu v Podolí u Prahy.

## Památka
- čestný občan Boskovic
- pamětní desky v Boskovicích a Černé Hoře
- pivo značky Páter z pivovaru Černá Hora